# Саідшо Шамолов
Саідшо Шамолов — (нар. 10.08.1965) — таджикистанський генерал-майор, один із важливих учасників Громадянської війни в Таджикистані, один із керівників Народного фронту.

## Життєпис
Народився у Ховалінзькому районі Кулябської області Таджицької РСР, закінчив Сільськогосподарський інститут.

## Громадянська війна
Протягом 1992—1993 років був польовим командиром загону Народного фронту, воював під іменем Сангака Сафарова. Після перемоги Народного фронту, у віці всього 26 років отримав звання полковника та посаду командира одного з великих військових підрозділів Таджикистану. Не підтримав заколот Махмуда Худойбердиєва, який виступив проти Рахмона.
Офіцери Шамолова допомагали афганському польовому командиру Ахмаду Шаху Масуду 1997 року, Шамолов супроводжував загони Масуда, що відступали, від кордону до Шуроабад. Це сталося після взяття талібами Талукана.
Пішов із військової служби через 10 років і зайнявся бізнесом.

## Подальша доля
1995 року став народним депутатом Меджлісі Олі (Парламенту Таджикистану) від 160-го Дустинського округу. Після 1997 керував полком (в/ч № 2610) Комітету з охорони Державного кордону Таджикистану.
2000—2002 — командир бригади КОГГ, має звання генерал-майор. Закінчив російську Академію прикордонних військ.
2004 року, коли російських прикордонників вивели з таджико-афганського кордону, Шамолова призначили командиром 5-ї бригади прикордонних військ Таджикистану, яка замінила росіян на Пянджській ділянці кордону з Афганістаном. Під час роботи на кордоні Шамолов контролював більшу частину наркопотоків із Афганістану. Його бригада охороняла кордон у Шурабадській та Ховалінгській зонах, де до Таджикистану переходять бойовики та торговці з Афганістану. 18 січня 2002 року Емомалі Рахмон «порадив» Шамолову звільнитися.

## Нагороди
- Орден «Спітамен» 1 ст. (20.02.2013, Таджикистан)

## Родина
- Одружений, має двох дітей.
- Брат Сайвалі Шамолов — начальник митного пункту аеропорту Душанбе, полковник.